# Vasfarkasfalva

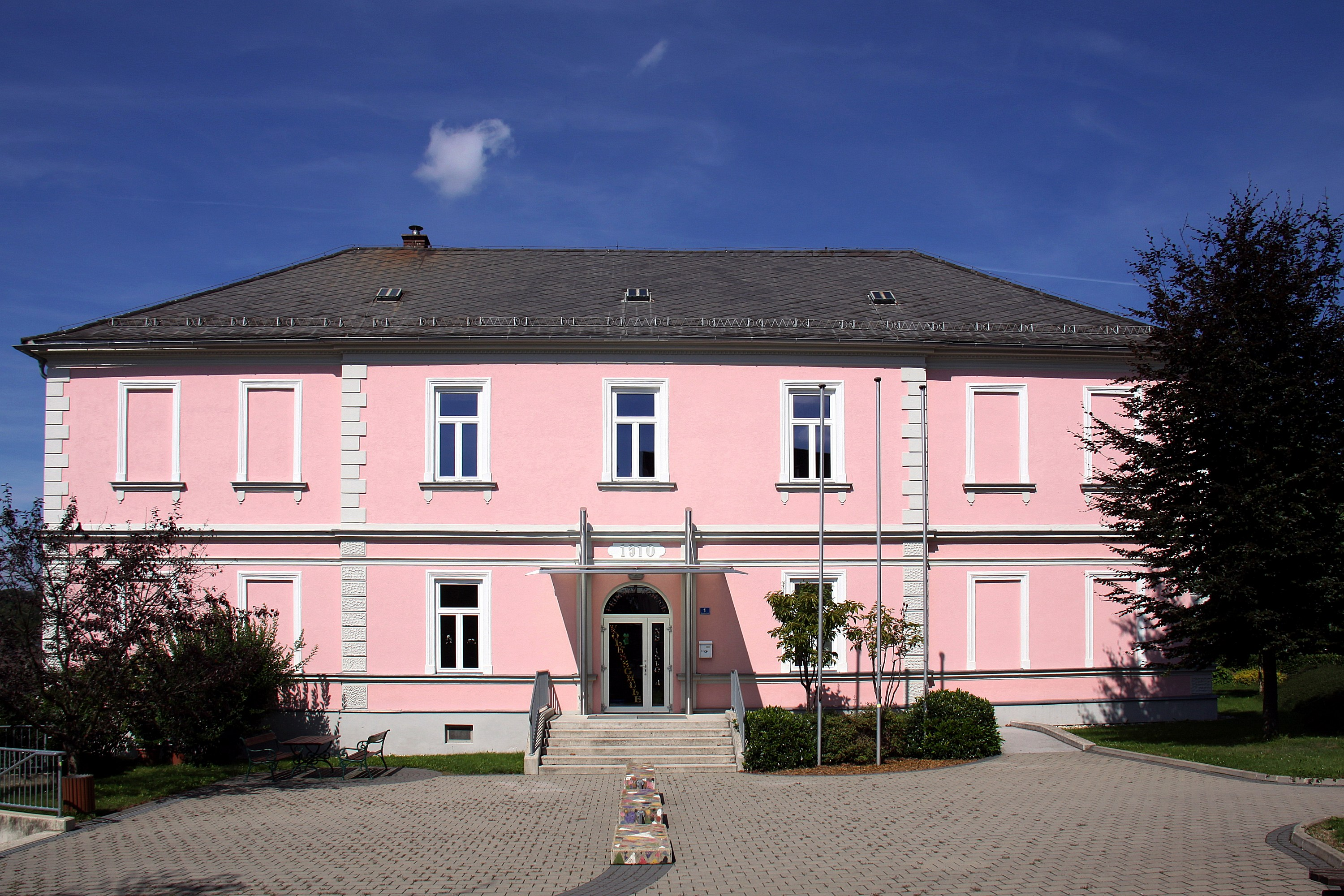
Elementary school in Wolfau, built 1910

Vasfarkasfalva (németül: Wolfau) mezőváros Ausztriában Burgenland tartományban a Felsőőri járásban,

## Fekvése
Felsőőrtől 10 km-re délnyugatra a Lapincs völgyének felső szakaszán  fekszik.

## Története
A település története a római időkig nyúlik vissza. Azt, hogy már a Krisztus születése előtti időben is éltek itt emberek bizonyítja az a sírkőtöredék, melyet 1934-ben a Thörwiese dűlőben találtak és ma a Kismartoni Tartományi Múzeum kiállításán látható. A római kori lakosság feltehetően a kelta-pannon népesség maradványa volt. A népvándorlás idején a település elnéptelenedett. A 9. században Nagy Károly serege nyomában bajor telepesek jöttek erre a vidékre.

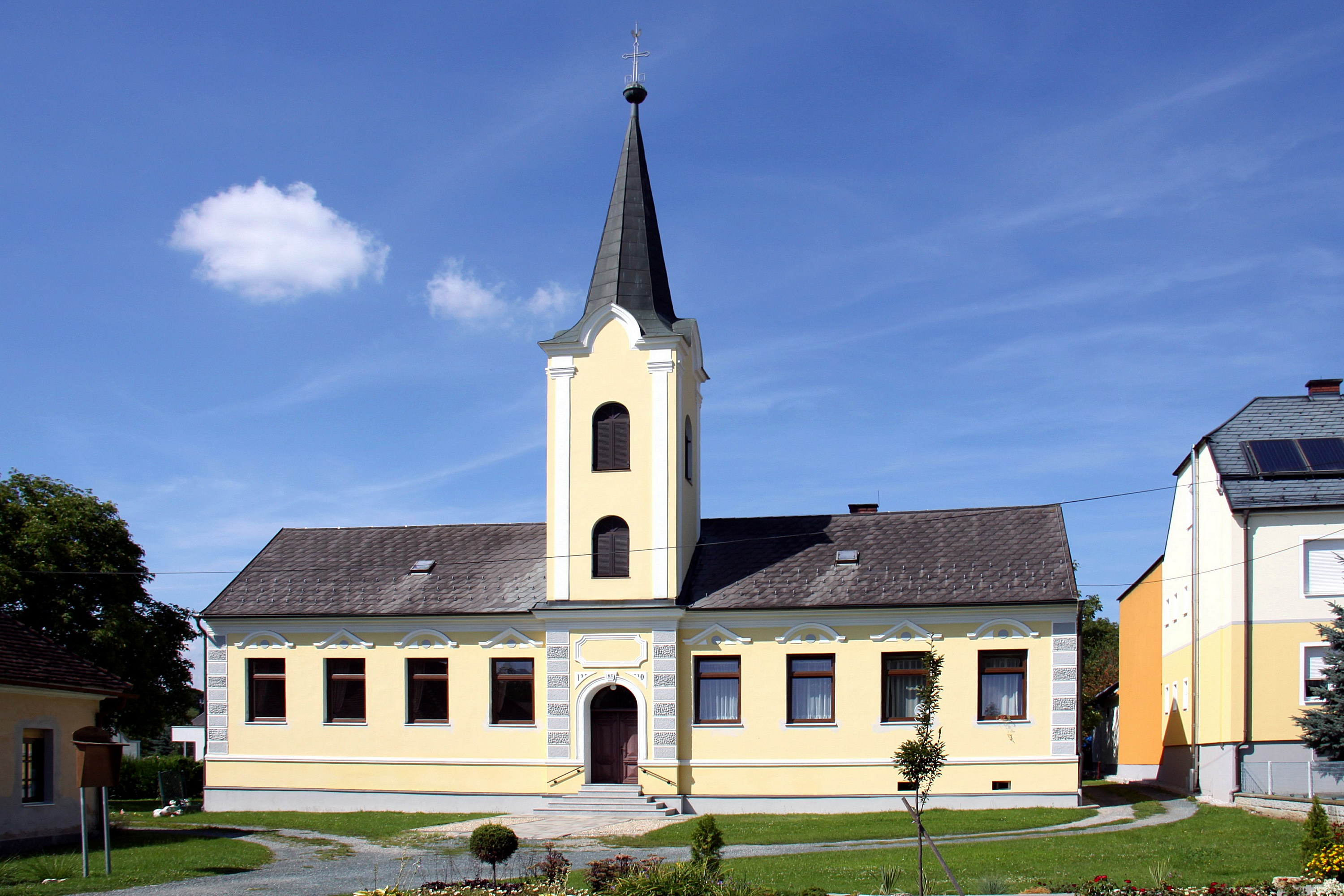
Protestant meeting house in Wolfau

A magyar honfoglalást követően határőr település állt itt, melyet még 1257-ban a szomszédos Alhóval együtt "Erunsd" alakban említenek. A két település csak később különült el egymástól. Farkasfalva első önálló okleveles említése 1365-ből származik "Walho" alakban. 1465-ben "Walfaw", 1496-ban "Balfo" néven szerepel a korabeli forrásokban. 1465-ben Alhóval együtt mint vámszedőhelyet említik.
1257-től 1365-ig a Köveskuti család birtoka volt, ezt követően a bükkösdi uradalomhoz csatolták. A következő 120 évben háromszor változott a birtokosa, majd 1482-ben a szalónaki uradalom részeként Baumkirchner Vilmos és György birtoka lett. A Baumkirchner család 1527-ig volt birtokosa, ekkor a Batthyány családé lett, akik azt 1849-ig megtartották. Ekkor hűtlenség címén elkobozták a kivégzett gróf Batthyány Lajostól.
Fényes Elek szerint " Wolfau, Farkasfalu, német f. Vas vmegyében, Stájerország szélén, ut. post. Kőszeg. Van 764 kath., 538 ágostai lakosa, kath. paroch. temploma; a Lapincs vize mellékén kövér rétjei, szép erdeje. Birja néhai gr. Batthyáni Lajos tömege."
Vas vármegye monográfiája szerint " Farkasfalva nagy stájer határszéli község, 264 házzal és 1642 németajkú, r. kath. és ág. ev. lakossal. Postája helyben van, távírója Felső-Eör. Plébániája 1698-ban már virágzott. Ekkor lelkészkedett itt Hassenius János Jakab szász származású, híres tudós. Kegyura Soklits Ármin, kinek itt csinos urilaka van."
A településnek 1869-ben 1561 lakosa volt, mely 1900-ra 1714-re nőtt. Ekkor 266 ház állt a településen, de a lakosság száma később csökkent.
1910-ben 1656, túlnyomórészt német lakosa volt. A trianoni békeszerződésig Vas vármegye Felsőőri járásához tartozott. 1921-ben Ausztria Burgenland tartományának része lett. Címerét 1992-ben fogadták el hivatalosan.

## Nevezetességei
A Szentháromság tiszteletére szentelt római katolikus temploma.

## Külső hivatkozások
- Hivatalos oldal
- Vasfarkasfalva a dél-burgenlandi települések honlapján
- Vasfarkasfalva az Osztrák Statisztikai Hivatal honlapján